# 李蔚 (襄武县公)
李蔚（?—?），南北朝北周官员。
唐太祖李虎的第七子，唐高祖李渊的七叔，李蔚在北周官居朔州总管、燕州刺史、恒州刺史、襄武县公。儿子李安、李悊。李渊建立唐朝，武德年间，追封李蔚为蔡烈王、李安为西平怀王、李悊为济南郡王，李安生子李琛、李孝恭、李瑊，李悊生子李瑗。